# Élodie de Sélys
Pour les autres membres de la famille, voir Famille de Selys Longchamps.
Élodie de Sélys (née le 7 juin 1979 près de Liège) est une journaliste, écrivain et animatrice de télévision belge. 

## Biographie
Elle étudie le journalisme à l'Université de Liège de 1997 à 2001. Son mémoire de fin d'études consacré à la presse d'entreprise remporte le Prix de la Fondation Freddy Créteur. Elle poursuit ensuite, avec Grande Distinction, un DEA en Relations internationales et Intégration européenne, toujours à l'Université de Liège. Enfin, elle suit les deux années du Master en Management des Hautes études commerciales — École de gestion de l'Université de Liège (HEC).

### Parcours professionnel

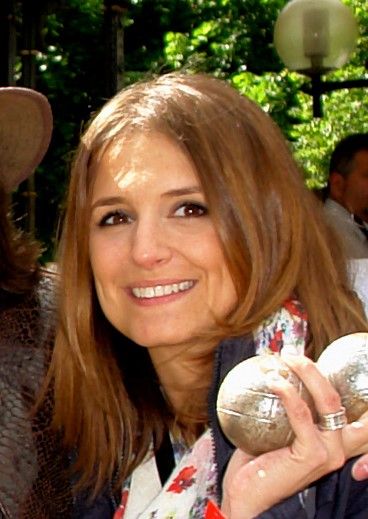
Élodie de Sélys à SPA.

Peu de temps après la fin de ses études, Élodie de Sélys est engagée à la RTBF en tant que scénariste sur l'émission pour jeunes Tu passes quand tu veux, diffusée quotidiennement sur La Deux,. Elle fait ses débuts à l'antenne dès 2003 dans l'émission Archives, qui deviendra plus tard Zoom arrière, et dans Ce jour-là, Europe : 10 points et en chroniqueuse dans Ma télé bien-aimée, émission de divertissement de La Une, présentée par Jean-Louis Lahaye. Scénariste ou journaliste des émissions 100 % Télé, Les Années belges, Télétourisme, Moi Belgique, La Télé de A@Z, Une brique dans le ventre et différentes émissions événementielles[Lesquelles ?].
En 2012, Élodie de Sélys anime sur La Deux la première édition de STARTER!, une télé-réalité qui coache de futurs entrepreneurs et les aide à lancer leur projet. Elle reviendra présenter la seconde édition dès avril 2013. À la rentrée télé 2012, elle co-présente avec Cathy Immelen Flash, le nouveau magazine culturel de la RTBF, chaque samedi à 18h30. Depuis 2014, elle présente l'émission Retour aux Sources et en 2017 elle anime Des vies à la RTBF.

### Vie privée
Élodie de Sélys a donné naissance en novembre 2008 à un garçon prénommé Côme. En couple avec Benjamin Deceuninck, elle donne naissance, le 12 juillet 2014, à un garçon prénommé Jean . 
Quelques-unes de ses passions connues sont la lecture, le stylisme, les Beatles, le chocolat, le bricolage, le Coca-Cola Light et Jean-Jacques Goldman.